# Matthias Malmedie

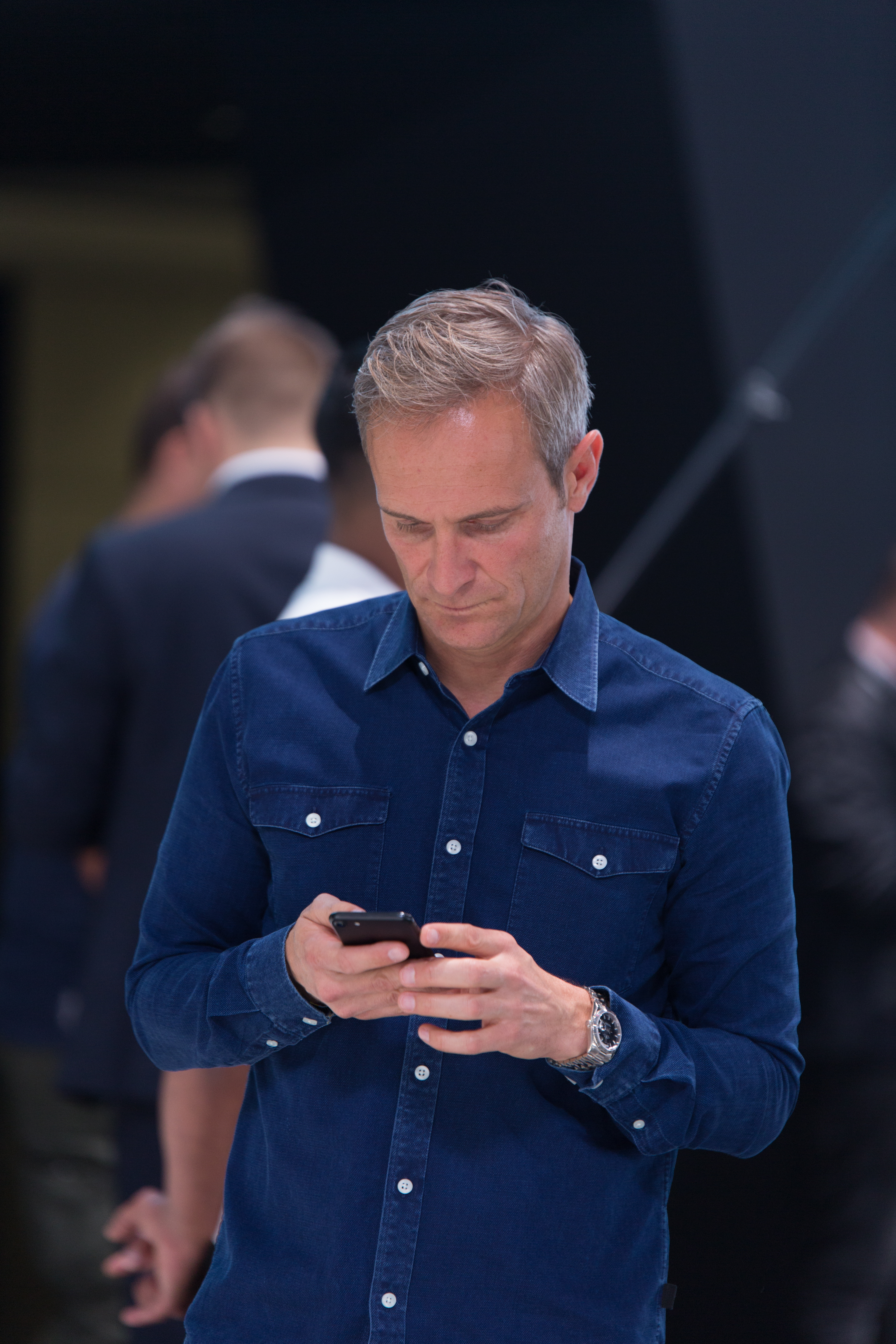
Matthias Malmedie

Matthias Malmedie (* 3. Dezember 1975 in Bergisch Gladbach) ist ein deutscher Fernsehmoderator und Webvideoproduzent.

## Leben
Nach dem Abitur bewarb sich Malmedie initiativ als Moderator bei den zwei einzigen damals existierenden deutschen Auto-Fernsehsendungen auto motor und sport tv (VOX) und Motorvision TV (DSF). Nach einem Treffen mit dem damaligen Geschäftsführer von Motorvision TV wurde Malmedie schließlich als Praktikant eingestellt. Im Januar 1998 begann er dort mit seinem ersten Projekt, einer Bewertung des SsangYong Musso, welche auch im Fernsehen ausgestrahlt wurde. Nach drei Monaten Praktikum erhielt Malmedie das Angebot auf ein Volontariat und wurde im Anschluss als Vollzeit-Redakteur eingestellt. Nach einiger Zeit wurde Malmedie zum Chef vom Dienst befördert und arbeitete als dieser an den Sendungen sport auto TV und Tuning TV mit, welche beide ebenfalls auf DSF liefen.
2001 machte Malmedie seine Rennfahrer-Lizenz und nahm seitdem an verschiedenen Autorennen teil.
2005 wurde Malmedie von Focus TV abgeworben, um ein neues Motormagazin für RTL II zu entwickeln. Dieses erscheint seit 2007 als GRIP – Das Motormagazin, bei welchem Malmedie als Moderator wirkt.
In einem Interview im Oktober 2018 gab er an, sein Favorit unter allen jemals getesteten Fahrzeugen sei der Porsche 911 GT2 RS.
Abseits seiner moderatorischen Tätigkeiten tritt Malmedie auch in anderen Unterhaltungssendungen, wie 2021 in der 27. Ausgabe der Sendung Joko & Klaas gegen ProSieben, auf.

## Teilnahmen als Rennfahrer
- 2004: 24-Stunden-Rennen auf dem Nürburgring  (Seat Ibiza TDI)
- 2008: 24-Stunden-Rennen auf dem Nürburgring
- 2009: 24-Stunden-Rennen auf dem Nürburgring
- 2011: Volkswagen Scirocco R-Cup
- 2015: Audi Sport TT Cup[1]
- 2021: 24-Stunden-Rennen auf dem Nürburgring (BMW M2 CS Racing)